# Кунтарев, Сергей Александрович
Сергей Александрович Кунтарев (род. 31 марта 1978, Курган) — российский борец классического (греко-римского) стиля, обладатель кубка мира по греко-римской борьбе, мастер спорта России международного класса, президент общественной организации «Курганская областная федерация спортивной борьбы».

## Биография
Сергей Александрович Кунтарев родился 31 марта 1978 года в городе Кургане Курганской области.
Борьбой начал заниматься в 1985 году. Первый тренер - Владимир Андреевич Воронин. Окончил Курганское училище олимпийского резерва.
В 1993 году стал чемпионом мира по борьбе среди юниоров, а в 1994 году — серебряным призёром. В 1995 году стал бронзовым призёром Чемпионата Европы  по борьбе среди юниоров.
В 1995 году окончил среднюю школу № 53 города Кургана.
В составе национальной сборной Российской Федерации выступал с 2002 по 2005 год.
Срочную службу проходил в спортивном клубе Башкортостана. Победитель первенства Мира среди военнослужащих 2002 года в весовой категории до 66 кг.
Бронзовый призер чемпионата Европы 2003 года в Белграде (Сербия и Черногория) в весовой категории до 66 кг.
Чемпион России 2004 года в весовой категории до 66 кг.
Серебряный призер чемпионата России 2005 года в весовой категории до 66 кг.
Обладатель Кубка Мира 2005 года в Иране в весовой категории до 66 кг.
Завершил спортивную карьеру в 2009 году
Окончил Курганский государственный педагогический институт, а в 2009 году — Курганский институт государственной и муниципальной службы (филиал) Уральской академии государственной службы.
2 сентября 2016 года стал президентом общественной организации «Курганская областная федерация спортивной борьбы», сменив на этом посту Александра Ивановича Меньщикова.